# الجامعة في الميدان
الجامعة في الميدان: توثيق الثورة المصرية هو مشروع توثيقي عملت عليه الجامعة الأمريكية بالقاهرة من أجل جمع كل المحتوى على شبكة الإنترنت الذي يوثق الثورة المصرية عام 2011 من أشرطة الفيديو، صور، حسابات شخصية تصريحات شفوية وكتابة وباقي التذكارات. يهدف المشروع إلى زيادة الوعي العام بالثورة المصرية والحفاظ على أحداث 25 يناير. حاولت الجامعة الأمريكية بالقاهرة طرح كل ما جمعته من صور وفيديوهات إلى وسائل الإعلام كما حرصت على نشرها تحت رخصة المشاع الإبداعي. عمل طلاب وأعضاء هيئة التدريس كذلك على تسجيل شهادات المُشاركين في الثورة. بشكل عام عمل المشروع على توثيق كل ما حصل كما لقيَ دعمًا من مؤسسة أندرو دبليو ميلون.

## التذكارات
حاولَ المشروع جمع كل التذكارات المتعلقة بالثورة من شتّى المصادر خاصة من على شبكة النت.

## التاريخ الشفوي
عملَ الطلاب وأعضاء هيئة التدريس على توفير سجلات وشهادات للأحداث التي حصلت خلال الثورة. كُلّف البروفيسور بجمع كل التعليقات والتصريحات الشفوية التي صدرت خلال الثورة؛ وفي هذا الصدد قال: «تاريخيا؛ لعب التاريخ الشفوي دورًا مهمًا في توثيق الأحداث والقضايا. لذلك نحن نأمل أن نفعل الشيء ذاته من خلال توثيق وحفظ التصريحات الشفوية في الثورة.»

## الصور
عكف طلاب الجامعة على مراسلة كل مستخدمي النت المصريين وحاولوا إقناعهم بإرسال الصور إلى موقع المشروع. بعد ذلك يقوم فريق بحثي مكون من طلاب الجامعة بالتأكد من الصور المُرسلة والتأكد أيضًا من صحتها ومن ثم تُنشر مباشرة على الموقع الإلكتروني للمشروع.

## تسجيلات الفيديو
عملَ أفراد مجتمع المشروع على تسيجل فيديوهات متنوعة ومختلفة للثورة من خلال هواتفهم المحمولة أو الكاميرات الرقمية ثم عكفوا في وقت لاحق على تحميل كل تلك الفيديوهات على الموقع الرسمي للمشروع.

## الأرشفة
عمل طلاب المشروع أيضا على إنشاء أرشيف ويب للمواقع ذات الصلة بالثورة المصرية من خلال الاعتماد على أداة
الأرشيف على شبكة الإنترنت. بصفة عامة عمل طلاب المشروع على أرشفة صفحات عددٍ من المواقع على رأسها الجزيرة، أخبار يومية مصر، بي بي سي، سي إن إن، إم إس إن بي سي ونيوزويك. ليس هذا فقط فقد عمل الطلاب كذلك على أرشفة بعض الحسابات على موقعي فيسبوك وتويتر للحفاظ عليها حتّى بعد إغلاق هذه الحسابات أو أي شيء من هذا القبيل.